# Singularité BKL
Une singularité BKL est une solution de vide, asymétrique et chaotique aux équations de champs d'Einstein conjecturée pour représenter la géométrie intérieure réelle d'un trou noir « physique » formé par effondrement gravitationnel.
Le modèle cosmologique d'univers mixmaster est une solution à la relativité générale qui présente les propriétés similaires à celles discutées par la singularité BKL.

## Historique
La singularité BKL a été découverte par les physiciens soviétiques Belinsky, Khalatnikov, et Lifchitz après que ces derniers eurent reconnu à l'automne 1969 qu'une singularité devait être là où aboutissaient les étoiles en implosion.

## Principe de fonctionnement
Selon le schème BKL, un astronaute ou une particule ayant dépassé l'horizon absolu, donc condamné à rester au sein du trou noir, se voit d'abord étiré et comprimé dans toutes les directions. Ce phénomène d'étirement-compression oscille de façon aléatoire et chaotique dans le temps mais augmente, en moyenne, au fur et à mesure que l'on se rapproche de la singularité.